# LJN Toys
LJN Toys, Ltd. foi uma empresa americana de brinquedos e publicadora de jogos eletrônicos com período de atividade de 1970 a 1995. Ela fabricava linhas de brinquedos e lançava pistolas de água operadas por bateria, além de e jogos eletrônicos baseados em propriedades licenciadas de filmes, programas de televisão e celebridades. Sua primeira sede foi em Midtown Manhattan, Nova Iorque, e posteriormente em Lyndhurst, Nova Jérsei.  A LJN introduziu a linha Entertech de pistolas de água operadas por bateria em 1986.
- Alan Amron inventou e patenteou a primeira pistola de água operada por bateria licenciada para a Larami e a Entertech LJN em 1985.[4][5] No primeiro ano, esta invenção lhe rendeu 250 mil dólares em royalties.[6]

## História

### Fundação
LJN Toys, Ltd. foi fundada em 1970 por Jack Friedman, que mais tarde fundou outras duas empresas de brinquedos, a notável THQ e a Jakks Pacific.
O nome LJN veio da reversão das iniciais de Norman J. Lewis, cuja empresa de brinquedos (Norman J. Lewis Associates) empregou Friedman como representante de vendas na década de 1960. Inclusive, o próprio Lewis inicialmente apoiou financeiramente a LJN, mas depois vendeu sua participação para um investidor chinês.

### Era MCA
Em 1985, a MCA Inc., que tinha adquirido ativamente empresas em meados da década de 1980, adquiriu a LJN por 66 ou 67 milhões de dólares em um esforço para reter mais lucros do mercadores de suas propriedades cinematográficas.
A LJN começou a publicar jogos eletrônicos para o Nintendo Entertainment System em 1987. Embora essa tenha sido a primeira incursão da LJN no negócio de jogos, não foi para a MCA que havia iniciado a MCA Video Games como um empreendimento conjunto com a Atari para criar jogos caseiros e softwares baseado em várias propriedades da MCA..
Em 1988, a LJN adquiriu a empresa de brinquedos italiana Al'es, da família Fassi.
Em 1989, a MCA decidiu vender a LJN após anos de perdas desde 1987, quando as explosões em torno das armas de brinquedo feitas pela divisão Entertech da LJN afundaram 79,5% dos lucros da MCA no segundo trimestre daquele ano. A MCA finalmente concordou em vender para a Acclaim Entertainment em março de 1990 por dinheiro e aclamar ações ordinárias de 30 a 50%.

## Produtos
A LJN produziu brinquedos e jogos eletrônicos nas décadas de 1980, 1990 e 2000.

### Brinquedos
- 255 Carros de Comando de Computador
- A Nightmare on Elm Street (1985)
- Advanced Dungeons & Dragons (1978)
- Baby Blinkins (1985)
- Back to the Future Part II (1990)
- Baseball Talk (1989)
- Bionic Six (1987–1989)
- Boy George
- Brooke Shields
- Dune (1985)
- E.T. (1982)
- Emergency!
- Entertech (1985–1990)
- Ethosrox
- Gremlins (1984)
- Indiana Jones and the Temple of Doom (1984)
- Magnum, P.I.
- Michael Jackson
- Oodles
- Photon
- Plantsters
- Road Stars
- Roll 'n Rocker
- The Rookies
- Rough Riders
- Suckers
- Switch Force
- S.W.A.T.
- The Terminator (1985)
- ThunderCats (1985–1989)[17]
- TigerSharks (1987)
- Tiny Dinos
- Video Art (1987)
- V Alien Visitor
- Voltron (1985)
- Who Framed Roger Rabbit (1988–1989)
- Wrestling Superstars (1984–1989)